# Poeciliopsis retropinna
Poeciliopsis retropinna är en fiskart som först beskrevs av Regan, 1908.  Poeciliopsis retropinna ingår i släktet Poeciliopsis och familjen Poeciliidae. Inga underarter finns listade i Catalogue of Life.